# Roger Cañas
Roger Cañas Henao (ur. 27 marca 1990 w Medellín) – kolumbijski piłkarz występujący na pozycji pomocnika.

## Kariera
Cañas jest wychowankiem Independiente Medellín, w którym zadebiutował jako senior i zdobył mistrzostwo Kolumbii w sezonie 2009. W 2010 roku przeszedł do łotewskiego Tranzitu, a następnie do rosyjskiego Sibiru Nowosybirsk. Został wypożyczony w 2011 roku do Jagiellonii Białystok, jednakże nie rozegrał żadnego spotkania w Ekstraklasie. Od 2012 roku grał w kazachskim Szachtiorze Karaganda. 12 grudnia 2013 podpisał kontrakt z ukraińskim Metałurhiem Donieck. Jednak po rozegranych kilku grach towarzyskich badanie medyczne wykazało, że piłkarz posiada tylko jedną nerkę i 1 lutego 2014 kontrakt został anulowany. Piłkarz powrócił do Kazachstanu, gdzie zasilił skład FK Astana.